# Charybdis paucidentata
Charybdis paucidentata är en kräftdjursart som först beskrevs av Alphonse Milne-Edwards 1861.  Charybdis paucidentata ingår i släktet Charybdis och familjen simkrabbor. Inga underarter finns listade i Catalogue of Life.